# タンカ・プラサード・アーチャリヤ

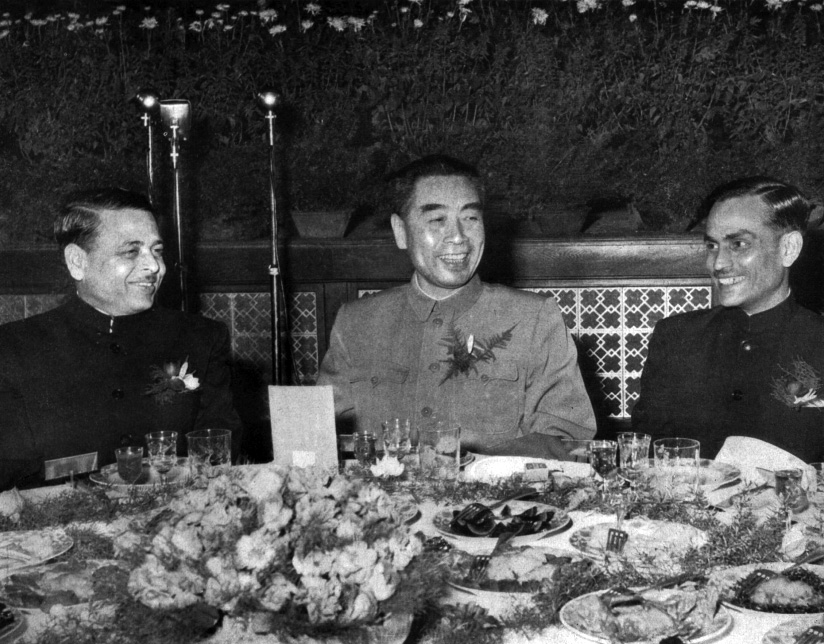
タンカ・プラサード・アーチャリヤ（左、1956年の中国訪問時）

タンカ・プラサード・アーチャリヤ（英語: Tanka Prasad Acharya、ネパール語: टंक प्रसाद आचार्य、1912年 - 1992年4月23日）は、ネパール王国の政治家。ネパール人民評議会の創立リーダーである。1956年1月27日から1957年7月26日まで、ネパール王国の首相を務めている。

## 生涯
1956年1月27日、マヘンドラ国王により首相に任命され、七人からなる内閣を組閣した。
だが、内閣の閣僚のうち3人は国王勅任の閣僚であり、彼らは経済、防衛、議会担当の地位に就いた。そのため、勅任閣僚と折り合いがつかず、翌年7月に辞表を出した。
この間、1956年10月12日、夫人とともに国賓として来日。同月16日には皇居で行われた宮中午餐に出席した。
1992年4月23日、腎不全のため病院で死去、80歳没。